# Mário de Andrade

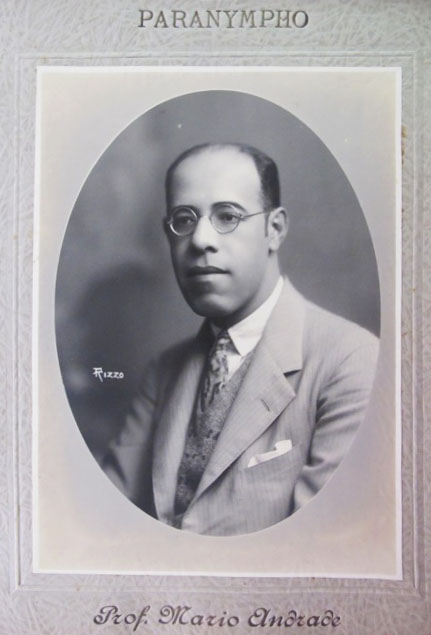
Mário de Andrade (1928)

Mário Raul de Morais Andrade (* 9. Oktober 1893 in São Paulo; † 25. Februar 1945 ebenda) war ein brasilianischer Schriftsteller und Musikwissenschaftler. Er ist von überragender Bedeutung für die brasilianische Literatur des 20. und 21. Jahrhunderts, und auf dem Gebiet der Musikethnologie reicht sein Einfluss weit über Brasilien hinaus.

## Leben und Werk
Andrade wurde in São Paulo geboren und verbrachte dort fast sein ganzes Leben. Er war ein Wunderkind am Klavier und nahm später ein Studium am Konservatorium seiner Heimatstadt auf. Dieses Studium unterbrach er 1913, nachdem sein 14-jähriger Bruder Renato während eines Fußballspiels überraschend gestorben war. Mário Andrade schloss zwar später das Klavierstudium ab, gab jedoch keine Konzerte und begann Gesang und Musiktheorie zu studieren, mit der Absicht Musiklehrer zu werden. Gleichzeitig betrieb er autodidaktische Studien in Geschichte, Kunst und französischer Literatur. Er war ein eifriger Leser der Gedichte von Arthur Rimbaud und der bedeutenden Symbolisten. 1917, im Jahr seines Abschlusses am Konservatorium, veröffentlichte er seinen ersten Gedichtband: Há uma Gota de Sangue em Cada Poema ‚In jedem Gedicht gibt es einen Blutstropfen‘, unter dem Pseudonym Mário Sobral.
Sein erstes Buch hatte jedoch keinen großen Erfolg, und Andrade begann, in der ländlichen Umgebung von São Paulo und dem brasilianischen Nordosten Material über das Alltagsleben, die Folklore und vor allem die Musik Brasiliens zu sammeln. Gleichzeitig unterrichtete er Klavier am Konservatorium in São Paulo. Ebenfalls zu Beginn der Zwanzigerjahre baute Andrade in São Paulo einen Freundeskreis auf, bestehend aus jungen Künstlern und Schriftstellern, die nach europäischem Vorbild modernistische Ziele verfolgten. Einige unter ihnen wurden später als Grupo dos Cinco ‚Gruppe der Fünf‘, bekannt: Andrade, die Dichter Oswald de Andrade (nicht mit Mário de Andrade verwandt) und Menotti del Picchia, und die Malerinnen Tarsila do Amaral und Anita Malfatti. Malfatti hatte vor dem Ersten Weltkrieg Europa bereist und führte in São Paulo den Expressionismus ein.

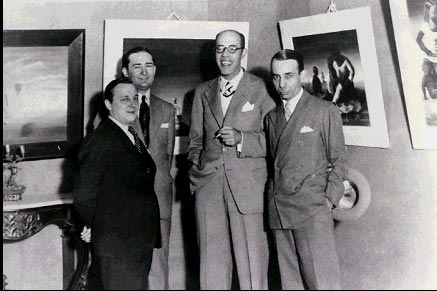
Von links: Candido Portinari, Antônio Bento, Mário de Andrade und Rodrigo Melo Franco (1936)

Unter dem Titel Paulicéia Desvairada, etwa: ‚Verrückte Stadt São Paulo‘, sammelte Andrade während zwei Jahren Gedichte von unterschiedlicher Länge und syntaktischer Struktur, die vor allem aus impressionistischen und fragmentarischen Beschreibungen bestehen und von scheinbar zusammenhanglosen Äußerungen im Dialekt von São Paulo unterbrochen werden. Nach Abschluss der Gedichtsammlung ergänzte sie der Autor mit einem „Höchst interessanten Vorwort“ zur Erläuterung des theoretischen Hintergrundes. 1922, als er die Herausgabe von Paulicéia Desvairada vorbereitete, organisierte er gemeinsam mit Malfatti und Oswald de Andrade die Semana de Arte Moderna ‚Woche der modernen Kunst‘, um die Werke der Modernisten einem breiten Publikum bekannt zu machen. Als Höhepunkt der Kunstwoche las Andrade aus der Paulicéia Desvairada. Obwohl die Lesung von Buhrufen unterbrochen wurde, war ein großer Teil des Publikums sehr beeindruckt, und die Veranstaltung wurde später als auslösendes Ereignis der modernen brasilianischen Literatur bezeichnet.
Unter Verwendung der in Paulicéia Desvairada entwickelten Techniken schrieb Andrade darauf zwei Romane: Der erste, Amar, Verbo Intransitivo ‚Lieben, intransitives Verb‘, war hauptsächlich ein formales Experiment. Er erschien 1933 in einer englischen Übersetzung von Margaret Richardson Hollingworth unter dem Titel Fräulein. Der zweite Roman, 1928 veröffentlicht, war Macunaíma. Der gleichnamige Protagonist, ein „Held ohne jeden Charakter“, unternimmt eine Reise aus dem brasilianischen Dschungel nach São Paulo und zurück. Auf seinem Weg trifft er verschiedene Orishas, steigt am Ende seines Lebens in den Himmel auf und wird dort zum Sternbild des Großen Bären. Mit Hilfe von Techniken, die später dem Magischen Realismus zugeordnet werden, verarbeitet Andrade in diesem Roman seine Untersuchungen zu Sprache und mündlichen Überlieferungen der indigenen Bevölkerung Brasiliens sowie seine persönlichen Erfahrungen als Mulatte. Die Bedeutung des Romans liegt nicht zuletzt in der sprachlichen Gestaltung. Zusammen mit Oswald de Andrade formte Mário de Andrade eine neue brasilianische Literatursprache, welche auf Oralität setzt und die brasilianische Sprachvarietät aufwertet.
Während der 1920er Jahre unternahm Andrade weitere ausgedehnte Reisen durch Brasilien, studierte die Folklore und Musik des Landesinneren und veröffentlichte ab 1927 einen Reisebericht unter dem Titel O Turista Aprendiz ‚Der Touristenlehrling‘ für die Zeitung O Diario Nacional. Nicht zuletzt hierdurch entstand ein großes Werk an crônicas, das heute jedoch in Vergessenheit geraten ist.
Von der Revolution von 1930 war Andrade nicht direkt betroffen. Nach der Errichtung einer Militärdiktatur unter der Führung von Getúlio Dornelles Vargas konnte er seine Anstellung am Konservatorium von São Paulo beibehalten und leitete nun die Abteilung für Musikgeschichte und Ästhetik. Von 1938 bis 1941 war Andrade Direktor des Instituts für Bildende Künste an der Universität von Rio de Janeiro, kehrte jedoch nachher an seinen alten Arbeitsplatz zurück. Sein letztes poetisches Werk, Meditação Sôbre o Tietê, ist eine Liebeserklärung an den Rio Tietê, der durch São Paulo fließt und in Andrades Werk mit dem Tejo in Lissabon und der Seine in Paris verglichen wird.

## Auszeichnungen
Bei Gründung der Academia Brasileira de Música 1945 wurde Mário de Andrade durch Renato Almeida (1895–1981) zum Namenspatron des Stuhles (cadeira) 40 gewählt.
1993 gab die Zentralbank Brasiliens einen 500.000-Cruzeiros-Geldschein mit seinem Abbild heraus.

## Werke (Auswahl)
in deutscher Übersetzung
- Macunaíma. Der Held ohne jeden Charakter. Aus dem brasilianischen Portugiesisch und mit einem Nachwort von Curt Meyer-Clason. Suhrkamp, Frankfurt am Main 1982. Neuauflage Berlin 2013, ISBN 978-3-518-42375-2.
- Senhorita Elsa. Die Schule der Liebe. Aus dem amerikanischen Englisch von Johanna von Koppenfels. Louisoder Verlag, München 2017, ISBN 978-3-944153-38-4. (Originaltitel: Amar, verbo intransitivo. 1927).